# Pogány Margit (festő)
Pogány Margit, 1905-ig Pollatschek (Budapest, 1879. október 31. – Camberwell, Ausztrália, 1964. december 31.) magyar festőművész. 

## Élete
Pollatschek Sándor kereskedő és Mandel Fanni lánya. Tanulmányait Budapesten, Nagybányán és Párizsban végezte. A nagybányai szabadiskola növendéke volt néhány évig. Budapesten Karlovszky Bertalannál tanult, Nagybányán Iványi-Grünwald Béla és Ferenczy Károly volt a mestere. Közel négy évig Párizsban tartózkodott, ahol Lucien Simon növendéke volt. Ekkoriban ismerte meg Constantin Brâncuși román szobrászművészt, aki több szobrát is róla mintázta. Táj- és csendéletképeket festett. 1905-ben és 1912-ben a Műcsarnokban, 1913-ban a Könyves Kálmán Műintézetben állított ki. Többször szerepelt a Nemzeti Szalon tárlatain. Tagja volt a Magyar Képzőművésznők Egyesületének.  Az első világháború idején nem tudott dolgozni, de művészi tevékenységét később folytatta, így 1944-ben részt vett az OMIKE Művészaukció hetedik kiállításán. Több tanulmányúton járt, Európa jelentős részét beutazta.